# オルプネー
オルプネー（古希: Ὀρφνή, Orphnē）は、ギリシア神話に登場するニュムペーである。長音を省略してオルプネとも表記される。その名前は「暗黒」の意。オウィディウスの『変身物語』によると、オルプネーは冥界のニュムペーであり、河神アケローンとの間にアスカラポスを生んだという。
アスカラポスはハーデースに攫われたペルセポネーが冥界の食べものであるザクロを口にしたことを告げ口し、ペルセポネーが完全に地上に帰還することを妨げた人物である。そのためペルセポネーあるいはデーメーテールは報復し、アスカラポスをミミズクに変えた。
高津春繁はオルプネーをアケローン川のニュムペーとし、ピエール・グリマルはステュクス川のニュムペーとしている。アスカラポスの母については異説もあり、ゴルギューラとも、ステュクスとも言われる。カール・ケレーニイはゴルギューラという名前について、ゴルゴーンの語尾を長くした形であると述べている。